# Annan (ort i Storbritannien)
Annan är en ort i Storbritannien.   Den ligger i kommunen Dumfries and Galloway och riksdelen Skottland, i den centrala delen av landet, 400 km nordväst om huvudstaden London. Annan ligger 20 meter över havet och antalet invånare är 8 231.
Terrängen runt Annan är platt. Havet är nära Annan söderut. Runt Annan är det ganska tätbefolkat, med 70 invånare per kvadratkilometer. Annan är det största samhället i trakten. Trakten runt Annan består i huvudsak av gräsmarker.